# Animosité personnelle
L'animosité personnelle  est un sentiment de forte aversion, de mauvaise volonté ou d'inimitié qui tend à se manifester par des paroles ou des gestes. Il peut aussi s'agir d'un critère juridique qui permet d'évaluer le manque de bonne foi ou de courtoisie.

## Droit par pays

### Droit canadien
Dans les commentaires officiels du Code de conduite professionnelle des avocats du Barreau de la Colombie-Britannique, la présence d'animosité personnelle (anglais : personal animosity) entre un avocat et d'autres personnes avec lesquelles il est appelé à interagir et notamment un avocat de la partie adverse est un critère qui permet d'évaluer s'il y a eu un manquement aux obligations de courtoisie et de bonne foi.

### Droit français
L'animosité personnelle est une notion juridique de la diffamation en droit français, car c'est l'un des quatre critères permettant d'évaluer la bonne foi en droit de la presse, selon le juriste Olivier Cazeneuve, y compris dans le cas de publications sur Internet, régies elles aussi par le droit pénal de la presse.